# Wahlenbergia virgata
Wahlenbergia virgata là loài thực vật có hoa trong họ Hoa chuông. Loài này được Engl. miêu tả khoa học đầu tiên năm 1895.